# Shen Yun Performing Arts
Shen Yun Performing Arts (ang. Shen Yun Performing Arts, chiński 神韻藝術團) dawniej znany jako Divine Performing Arts – jest to zespół artystyczno-widowiskowy założony w Nowym Jorku w 2006 roku.
W skład zespołu artystycznego wchodzi grupa kilkudziesięciu osób. Zespół wykonuje taniec głównie w stylu chińskim klasycznym a także międzynarodowym. W każdym przedstawieniu bierze udział orkiestra a całość wykonania jest przyozdabiana pewnymi efektami wizualnymi.
Zespół wykonywał przedstawienia w państwach takich jak: USA, Kanada, Francja, Niemcy, Czechy, Szwajcaria, Polska (w 2009 roku), Tajwan i kilku innych.